# Jan Cockx
Jan Cockx (Boechout, 1891 - aldaar, 26 augustus 1976) was een Belgisch kunstschilder en keramist. Hij begint als schilder, waarbij zijn vroege werk is beïnvloed door het fauvisme. Hij gebruikt uitbundige kleuren en houdt van grote vlakken.

## Biografie
Tijdens de Eerste Wereldoorlog moet hij zijn studie aan de Antwerpse Academie onderbreken en wijkt hij uit naar de streek van Diest. Hij gaat meer de kubistisch-abstracte richting uit. Hij sluit zich aan bij diverse kunstkringen zoals Moderne Kunst, Ca Ira, Doe Stil Voort en Kunstkring 't Getij.
Hij exposeerde onder meer in Parijs (1920), Antwerpen (1922) en Genève (1923).
Vanaf 1924 legt hij zich toe op avant-gardistische keramiek en wordt de eerste zelfstandige keramist van Vlaanderen.
Tijdens de Tweede Wereldoorlog werkt hij om den brode voor de Duitse Organisatie Todt, wat hem in kunstkringen na de oorlog zeer kwalijk wordt genomen.
In 1950 keert Cockx terug naar Boechout. Hij is een veelzijdig kunstenaar en vervaardigt ook lino- en houtsneden, ontwerpt tapijten en meubels en maakt monumentale muurschilderingen.
Op zaterdag 28 augustus 1976 wordt hij vermoord aangetroffen in zijn woning te Boechout. Hij blijkt te zijn doodgeschoten aan zijn tafel. Hij is dan 85. Deze moordzaak werd nooit opgehelderd.
De gemeente Boechout heeft zijn naam verbonden aan een tweejaarlijkse prijs voor schilderkunst, uitgereikt aan kunstenaars onder de dertig jaar.